# Jaume el Barbut
Jaume Joseph Cayetano Alfonso Juan (Crevillent, 1783 - Múrcia, 1824), més conegut com a Jaume el Barbut o Jaume de la Serra, va ser un bandoler de principis de segle xix.
Va nàixer a Crevillent (Baix Vinalopó) el 26 d'octubre de 1783. De família humil, treballava de ramader en la seua infància i, ja en la joventut, de guarda d'unes vinyes a Catral. És aquí, en 1806, on va assassinar un lladre d'aquesta població i va haver de fugir i refugiar-se a les muntanyes d'Alacant i Múrcia. El seu epicentre d'acció es trobava en la tríada de les serres de Crevillent, la Pila i el Carxe, des d'on tenia una visió extraordinària de tot el territori.
Les primeres corregudes de Jaume com a bandoler fou junt a los Mojicas, un grup molt sanguinari al que, després de fer mort els seus líders, va decidir fer la seua pròpia partida de bandolers. Va ser a partir d'aquí quan comença l'esplendor de Jaume el Barbut, controlant un extens territori del sud-est peninsular, cada camí estava escortat per ell o algun contacte; cada ric que hi passava pel seu territori havia de pagar el seu impost. La gent pobra el considerava com l'autèntic rei de les comarques, ja que furtava als rics per a donar als pobres.
A la Guerra del Francès (1808-1814), va lluitar contra els francesos en la Regió de Múrcia però, després de la guerra, tornà al seu estat de bandoler.
Durant el trienni liberal (1820-1823), Jaume es va declarar enemic dels liberals i de la Constitució (ja que aquesta no permetia els bandolers) i, amb la proclamació del rei Ferran VII en 1823, es va convertir en un heroi.
Els últims anys de la seua vida es va posar en contacte amb El Ángel Exterminador, un grup ultracatòlic de Múrcia que, finalment, el va trair. Va ser detingut en 1824 i executat el 5 de juliol en la plaça de sant Doménech de Múrcia a través de la forca. Després, el seu cos va ser fregit i mutilat en diversos trossos, que van anar a parar als llocs més importants, on havia actuat. El cap s'exposà en l'Ajuntament de Crevillent, el peu dret fou al Fondó de les Neus, l'esquerre a la presó de Jumella, un braç a Elx, i l'altre a Múrcia.
Jaume va deixar una gran imagineria i, encara avui, se'l recorda per tots els racons on va actuar. Gràcies a d'ell són les dites de: "A robar a Crevillent" i, els propis crevillentins, ho detallen més dient: "A robar a la Garganta".
També hi ha una quantitat de biografies i literatura sobre d'ell:
Entre les biografies s'hi troben: Historia verdadera del famoso guerrillero y bandido Jaime Alfonso el Barbudo, de 1876; Jaime el Barbudo, o sea, La Sierra de Crevillente, de Ramón López Soler; i Jayme el Barbudo, de José Sáez Calvo.
De literatura hi trobem: obra de teatre de Sixto Cámara titulada Jaime el Barbudo; i un còmic de Miguel Calatayud titulat El Peu Fregit.
A més d'açò, hi existeix una ruta natural a la Serra de Crevillent, prop al Fondó dels Frares que porta el nom de Jaume el Barbut, es tracta del PR-CV 255.